# Armindo Freitas-Magalhães
Armindo Freitas-Magalhães é professor, psicólogo, fundador e atual diretor do Laboratório de Expressão Facial da Emoção, da Faculdade de Ciências da Saúde da Universidade Fernando Pessoa (UFP), no Porto, em Portugal.
É membro efectivo da American Psychological Association (APA), da International Society for Research on Emotions (ISRE), da International Neuropsychological Society (INS), da International Brain Research Organization (IBRO), da European Health Psychology Society (EHPS), da Sociedade Portuguesa de Neurociências (SPN) e do Fórum Internacional de Investigadores Portugueses (FIIP).

## Atuação
É especialista no estudo da expressão facial da emoção, particularmente na detecção da mentira. Desenvolve trabalhos científicos na área da expressão facial da emoção com aplicações práticas nas áreas da educação, saúde e justiça. É especialista no Facial Action Coding System (FACS), desenvolvido por Paul Ekman, da Universidade da Califórnia, nos Estados Unidos. 

## Distinção
Foi distinguido pelo Governo do Reino Unido no âmbito do “Global Partnership Programme” (2008), pelo Instituto Nokia de Tecnologia (2008), pela American Psychological Association (2010), pela European Commission Network of Excellence on Research on Emotions and Human-Computer Interaction (2010), pela Encyclopedia of Human Behavior, da Elsevier, em Oxford (2010) e pelo Ministério da Justiça de Portugal (2010) pelo pioneirismo e inovação do seu trabalho científico. Foi considerado uma das "mentes mais ilustres de Portugal no campo da ciência" (RTP, 2006) e um dos "Portugueses Excelentíssimos" (TSF, 2003). É fundador da International Society on Facial Expression of Emotion (ISFEE).. Foi distinguido com o "Prêmio Professor do Ano 2007" pelo International Biographical Centre, de Cambridge, Reino Unido.